# Svercoides alweroensis
Svercoides alweroensis är en insektsart som beskrevs av Andrej Vasiljevitj Gorochov 1990. Svercoides alweroensis ingår i släktet Svercoides och familjen syrsor. Inga underarter finns listade i Catalogue of Life.